# Tomás Rojas
Tomás Rojas (17 marzo 1997) è un calciatore paraguaiano, centrocampista del Ñublense.

## Caratteristiche tecniche
È un esterno destro.

## Carriera
Cresciuto nelle giovanili del Sol de América, ha esordito in prima squadra il 19 aprile 2015 in occasione del match di campionato perso 2-1 contro il Cerro Porteño.

## Statistiche

### Presenze e reti nei club
Statistiche aggiornate al 7 agosto 2018.
| Stagione        | Squadra         | Campionato      | Campionato | Campionato | Coppe nazionali | Coppe nazionali | Coppe nazionali | Coppe continentali | Coppe continentali | Coppe continentali | Altre coppe | Altre coppe | Altre coppe | Totale | Totale | Totale |
| Stagione        | Squadra         | Comp            | Pres       | Reti       | Comp            | Pres            | Reti            | Comp               | Pres               | Reti               | Comp        | Pres        | Reti        | Pres   | Reti   |        |
| --------------- | --------------- | --------------- | ---------- | ---------- | --------------- | --------------- | --------------- | ------------------ | ------------------ | ------------------ | ----------- | ----------- | ----------- | ------ | ------ | ------ |
| 2015            | Sol de América  | PD              | 25         | 6          |                 | -               | -               |                    | -                  | -                  |             | -           | -           | 25     | 6      |        |
| 2016            | Sol de América  | PD              | 5          | 0          |                 | -               | -               |                    | -                  | -                  |             | -           | -           | 5      | 0      |        |
| 2016            | Cerro Porteño   | PD              | 0          | 0          |                 | -               | -               | CS                 | 0                  | 0                  |             | -           | -           | 0      | 0      |        |
| 2017            | Sol de América  | PD              | 37         | 4          |                 | -               | -               | CS                 | 4                  | 2                  |             | -           | -           | 41     | 6      |        |
| 2018            | Sol de América  | PD              | 12         | 3          |                 | -               | -               | CS                 | 2                  | 0                  |             | -           | -           | 14     | 3      |        |
| Totale carriera | Totale carriera | Totale carriera | 79         | 13         |                 | 0               | 0               |                    | 6                  | 2                  |             | -           | -           | 85     | 15     |        |